# Всесвітній день моря
Всесвітній день моря (англ. World Maritime Day, ісп. Dia Maritimo Mundial, фр. Journee mondiale de la mer) заснований на 10-й сесії Асамблеї Міжнародною морською організацією (IMO), відзначається починаючи з 1978. Входить в систему всесвітніх і міжнародних днів ООН.
Всесвітній день моря присвячений проблемам екологічної безпеки морських перевезень, збереженню біоресурсів.
До 1980 відзначався 17 березня, але потім став відзначатися в один з днів останнього тижня вересня, найчастіше в четвер.

## Дати і теми року[4]
- 2023, 28 вересня — «Конвенція МАРПОЛ — 50 років вірним курсом»
- 2022, 29 вересня — «Нові технології для більш екологічного морського транспорту»
- 2021, 30 вересня — «Моряки: у центрі майбутнього судноплавства»
- 2020, 24 вересня — «Стійкий морський транспорт для сталої планети»
- 2019, 26 вересня — «Розширення прав і можливостей жінок у морській спільноті»
- 2018, 27 вересня — «ММО 70: Наша спадщина — краща доставка для кращого майбутнього»
- 2017, 28 вересня — «Поєднуючи кораблі, порти та людей»
- 2016, 29 вересня — «Морська доставка: незамінна для світу»
- 2015, 24 вересня — «Морська освіта та навчання»
- 2014, 25 вересня — «Конвенції MMO: Ефективне впровадження»
- 2013, 26 вересня — «Сталий розвиток: внесок MMO поза Ріо+20»
- 2012, 27 вересня — «Сто років після Титаніка»
- 2011, 29 вересня — «Піратство: підготовка відповіді»
- 2010, 23 вересня — «Рік моряка»
- 2009, 24 вересня — «Зміна клімату: виклик також для MMO!»
- 2008, 25 вересня — «MMO: 60 років на службі судноплавства»
- 2007, 27 вересня — «Відповідь MMO на поточні екологічні виклики»
- 2006, 28 вересня — «Технічне співробітництво: відповідь ММО на Всесвітній саміт 2005 року»
- 2005, 29 вересня — «Міжнародне судноплавство — перевізник світової торгівлі»
- 2004, 23 вересня — «ММО: Зосередження на безпеці на морі»
- 2003, 26 вересня — «MMO: віддані люди, які працюють задля безпечного, надійного та чистого моря»
- 2002, 30 вересня — «Безпечне судноплавство вимагає культури безпеки»
- 2001, 27 вересня — «MMO — Глобалізація та роль моряка»
- 2000, 28 вересня — «Розбудова морських партнерств»
- 1999, 23 вересня — «ММО та нове тисячоліття»
- 1998, 24 вересня — «50-річчя ММО: судноплавство та океани»
- 1997, 25 вересня — «Оптимальна безпека на морі вимагає зосередження уваги на людях»
- 1996, 26 вересня
- 1995, 28 вересня
- 1994, 22 вересня
- 1993, 23 вересня
- 1992, 24 вересня
- 1991, 26 вересня
- 1990, 27 вересня
- 1989, 28 вересня
- 1988, 22 вересня
- 1987, 24 вересня
- 1986, 25 вересня
- 1985, 26 вересня
- 1984, 27 вересня
- 1983, 22 вересня
- 1982, 23 вересня
- 1981, 24 вересня
- 1980, 25 вересня
- 1979, 17 березня
- 1978, 17 березня